# Paraluman
Paraluman, geb. Sigrid Sophia Agatha von Giese (Tayabas, 14 december 1923 - Parañaque, 27 april 2009) was een Filipijns actrice.
Paraluman was de dochter van een Duitse vader en een Filipijnse moeder. Door haar uitzonderlijke schoonheid kwam zij op 17-jarige leeftijd terecht in de Filipijnse filmindustrie. Aanvankelijk werd zij opgevoerd als het Filipijnse antwoord op de Zweeds-Amerikaanse actrice Greta Garbo, omwille van haar volmaakte beenderstructuur en figuur, haar lange bruine haren en hypnotiserende ogen. Haar eerste film was Flores de Mayo (1940). Aanvankelijk droeg zij de filmnaam Mina de Gracia.
Na de Tweede Wereldoorlog werd zij een "leading lady" in romantische films. In de jaren 1950 begon zij meer karakterrollen te spelen. Zij kreeg verschillende belangrijke Filipijnse filmonderscheidingen. Zo won ze in 1958 de FAMAS Award als beste actrice voor haar rol in Sino ang maysala. Tevens werd ze viermaal genomineerd voor een FAMAS Award. In 2008 kreeg ze nog een FAMAS Lifetime Achievement Award uitgereikt.

## Filmografie
- Kailan sasabihing mahal kita (1985)
- Bakit may pag-ibig pa? (1979)
- Ikaw... ako laban sa mundo! (1976)
- Alat (1975)
- Mister Mo, Lover Boy Ko (1975)
- Super Gee (1973)
- Daughters of Satan (1972) als Juana Rios
- Lilet (1971)
- Nam's Angels (1970)  als Mama-San
- Surabaya Conspiracy (1969) als Margaret Suwono
- Dahil sa isang bulaklak (1967)  als Victoria
- Bakit pa ako isinilang? (1966)
- Tao ay makasalanan, Ang (1966)
- Isinulat sa dugo (1965)
- Moro Witch Doctor (1964) als Selisa Noble
- Class reunion, Ang (1963)
- Ako ang katarungan (1962)
- Pitong kabanalan ng isang makasalanan (1962)
- Apat na yugto ng buhay (1961)
- Dalawang kalbaryo ni Dr. Mendez (1961)
- Makasalanang daigdig (1961)
- Estela Mondragon (1960)
- Amy, Susie & Tessie (1960)
- Isinakdal ko ang aking ama (1960)
- Kuwintas ng alaala (1960)
- Kamandag (1959)
- Baby Face (1959)
- Surrender - Hell! (1959) als Pilar
- Kahapon lamang (1959)
- Tanikalang apoy (1959)
- Ipinagbili ko ang aking anak (1959)
- Pitong pagsisisi (1959)
- Anino ni Bathala (1958) als Dolores
- Bobby (1958)
- Elephant Girl (1958)
- Ulilang angel (1958)
- Taga sa bato (1957)
- Hongkong Holiday (1957)
- Sino ang maysala (1957)
- Sonata (1957)
- Veronica (1957) als Veronica
- Lydia (1956)
- Babalu (1956)
- Gigolo (1956)
- Rodora (1956) als Rodora
- Now and Forever (1954)
- Pusong ginto (1954)
- Highway 54 (1953)
- May karapatang isilang (1953)
- Batong buhay (1950)
- Dalawang bandila (1950)
- Biro ng tadhana (1949)
- Good Morning Professor (1949)
- Kaputol ng isang awit (1949)
- Pinaghating isangdaan (1949)
- Awit ng bulag (1948)
- Ina (1947)
- Paloma, La (1947)
- Bayani ng buhay (1941)
- Manilena (1941)
- Palaris (1941)
- Puting dambana (1941)
- Paraluman (1940)